# Венециано-генуэзская война (1350—1355)
Венециано-генуэзская война 1350—1355, или Третья венециано-генуэзская война, — вооружённый конфликт между Венецианской и Генуэзской республиками, вспыхнувший из-за коммерческих противоречий.

## Торговое соперничество
В первой половине XIV века соперничество Венеции и Генуи на восточных морских путях всё более усиливалось. Генуэзцы продолжали колониальную экспансию: в 1331 году был захвачен Лесбос, ставший под властью семьи Гаттилузи центром значительной сеньории, увеличившейся вскоре захватом Эноса на фракийском побережье . В 1347 году генуэзцы захватили острова Фокею и Хиос, некогда принадлежавшие семейству Заккариа. Для их защиты и эксплуатации была организована торговая компания — «Хиосская маона» . Такие коммерческие общества — маоны («ладьи») — были организованы генуэзцами в важнейших пунктах, укрепив позиции республики на Востоке . «Один Хиос, вывозивший вино, мастику и маслины, давал до 200 000 лир» .
Напряжение между двумя морскими республиками постепенно нарастало. В 1327 генуэзцы напали на венецианских купцов, возвращавшихся из Трапезунда . В 1328 году, возмущённые пиратскими нападениями генуэзцев, венецианцы направили в Босфор эскадру под командованием Джустиниани. Тот несколько недель блокировал пролив, захватывая генуэзские корабли, и ушёл только из-за угрозы начала полномасштабной войны .
В 1343 году войска хана Золотой орды Джанибека разгромили венецианскую факторию в Тане, на пять лет изгнав оттуда всех итальянцев . Это привело к кризису черноморской торговли обеих республик и заставило генуэзцев искать союза с Венецией. 18 июля 1344 году был заключён договор о союзе против татар и об урегулировании взаимных претензий. 22 июля 1345 года было подписано соглашение, разрешавшее торговые споры в Трапезунде, однако, вскоре коммерческие интересы взяли верх. Венецианцы не поддержали идею совместной торговой блокады Золотой орды и попытались договориться с Джанибеком за спиной генуэзцев. До кризиса они покупали специи в Тане по более дешёвой цене, чем генуэзцы в Кафе, к тому же им не нравилась зависимость от Генуи теперь, когда вся торговля на севере шла через её факторию .
Чумная пандемия в 1347—1348 годах временно приостановила деловую и политическую активность, но вскоре соперничество возобновилось.
В 1348 году, воспользовавшись внутриполитической борьбой в Византии, генуэзские колонисты добились от императора Иоанна V разрешения построить в Галате крепость, базируясь на которую их флот мог блокировать Босфор. Они получили право сбора пошлин за проход в Чёрное море . Эти пошлины давали генуэзцам до 200 тысяч золотых в год, в то время как Константинополь получал всего 30 тысяч.
В конце 1348-го — начале 1349 года Иоанн Кантакузин вёл тяжёлую и безуспешную войну с генуэзцами, пытаясь изгнать их из Галаты, но 5 марта 1349 года византийский флот был разгромлен, и Генуя сохранила свои позиции на Босфоре .

## Начало войны
В 1350 году положение обострилось до крайности. Генуэзцы решили закрыть для конкурентов доступ в Чёрное море. Несколько венецианских кораблей было захвачено в Кафе. Венецианские торговцы, шедшие в Трапезунд, получили требование уплатить пошлину за проход мимо Галаты. Они отказались, но не имели достаточных сил для того, чтобы сделать свой отказ убедительным, и были захвачены генуэзцами. 6 августа 1350 года венецианский сенат объявил Генуе войну. К Босфору была послана эскадра из 35 галер под командованием Марко Руццини . Проходя мимо Негропонта, Руццини обнаружил в гавани 14 генуэзских галер, атаковал, и захватил 10 из них .
Затем он продолжил свой путь, а четыре генуэзские галеры, которым удалось спастись, ушли на Хиос, где стояла эскадра Филиппо Дориа (9 галер). Объединив силы, генуэзцы вернулись к Негропонту, и в ноябре захватили и разграбили его столицу. Венецианцы потеряли там 23 торговых судна .

## Кампания 1351 года
В январе 1351 года Венеция заключила союз с Арагоном и Пизой «для разрушения и окончательного истребления» Генуи . Педро IV согласился предоставить 18 кораблей, если Венеция оплатит две трети расходов на их снаряжение . Окончательно договор был утверждён дожем в сентябре.
13 июля из Генуи вышел флот под командованием Паганино Дориа (около 60 галер), имевший целью перехватить венецианцев, до того как те соединятся с арагонцами. По пути Дориа совершил набег на Корфу.
Венецианская эскадра Николо Пизани (22 корабля) изгнала генуэзцев с Негропонта, затем подошла к Константинополю, где император Иоанн Кантакузин также вступил в союз с Венецией, выставив 12 галер на тех же условиях, что и Арагон. В случае победы Галата должна была быть разрушена, а Хиос и Лесбос возвращались под власть империи .
Пизани осадил Галату, но появление в Эгейском море флота Дориа заставило его уйти на запад. У Модона Пизани столкнулся с генуэзцами, повернул назад и увёл свои корабли в Негропонт. Дориа преследовал его и в конце августа осадил венецианцев в столице острова. В конце октября известие о приближении венециано-арагонского флота под командованием Панкраццо Джустиниани и Понсе де Сантапау вынудило генуэзцев снять осаду.
Дориа отплыл к Хиосу, затем на Тенедос, грабя по пути византийские владения. Была разграблена и разрушена Ираклия близ Родосто. В ноябре генуэзский флот прибыл в Галату. С Иоанном Кантакузином договориться о примирении не удалось, тот ожидал подхода союзного флота, чтобы возобновить осаду Галаты. Атаковать сильно укреплённый Константинополь Дориа не решился и ограничился тем, что взял выкуп с Созополя на Чёрном море. Генуэзцы страдали от недостатка продовольствия, и тут им на помощь пришёл османский бей Орхан, несмотря на то, что союзные отношения между Генуей и турками ещё не были установлены .

## Кампания 1352 года
В начале февраля венециано-арагонский флот подошёл к Константинополю, где к нему присоединились 14 византийских кораблей. Некоторое время противники маневрировали у Принцевых островов.

### Босфорское сражение
13 февраля 1352 генуэзский флот из 64 галер под командованием Паганино Дориа, пройдя по Босфору от Халкидона к Диплокионию (ныне Бешикташ), столкнулся с примерно равным по численности венецианско-арагонско-византийским флотом Панкраццо Джустиниани. Дориа занял выгодную оборонительную позицию перед Галатой . Приближался вечер, и венецианцы не хотели начинать сражение в неблагоприятных условиях, но арагонский адмирал первым пустил свои корабли в атаку, и остальным пришлось следовать за ним. Во время сражения несколько кораблей загорелись, а поднявшийся ветер разнёс огонь по обоим флотам. Долгий и кровавый бой у стен Константинополя продолжался до глубокой ночи при свете пылающих галер. Даже начавшаяся буря не сразу прекратила сражение. В ходе боя эскадры разбились на отдельные группы, которые вели хаотические и ожесточённые абордажные бои. Наконец, союзники, против которых были ветер и течение, отступили .
Генуэзцы захватили или сожгли 14 венецианских, 10 арагонских и 2 греческие галеры. Венеция потеряла до трёх тысяч человек и нескольких командиров . Погиб и Джустиниани, после чего Николо Пизани вновь стал командующим флотом. Сантапау был ранен и вскоре умер в Константинополе. Исход сражения, ставшего одной из крупнейших морских битв средневековья, был неопределённым, но генуэзцы, хотя и сами понесли тяжёлые потери (16 кораблей погибли), всё-таки считали себя победителями . Греки понесли наименьшие потери, так как уклонились от боя .
До апреля флоты маневрировали в Мраморном море, не решаясь вступить в новое сражение, затем венецианцы и арагонцы ушли.

### Позиция Византии
Покинутый союзниками, Иоанн VI подписал 6 мая кабальный договор с генуэзцами, расширявший их владения на Босфоре и запрещавший даже греческим кораблям проход в Чёрное море без специального пропуска, выдаваемого генуэзским консулом. Также грекам были запрещены плавания в Азовском море.
Для венецианцев это был сильный удар. Они постарались компенсировать ущерб, заключив договор с императором Иоанном V, начавшим гражданскую войну против узурпатора Кантакузина. Палеолог предоставил им во владение за 20 тыс. дукатов стратегически важный остров Тенедос, недалеко от входа в Дарданеллы.
В июне Дориа отплыл из Константинополя, и 11 августа вернулся в Геную.

### Битва у Лоиеры
Не добившись успеха на востоке, венецианцы решили попытать счастья на западе Средиземноморья, и направили Пизани на помощь арагонским войскам Бернардо де Кабреры, блокировавшим порт Альгеро на северо-западном берегу Сардинии — один из опорных пунктов сардинцев, восставших против арагонского господства .
Генуэзский флот намеревался деблокировать Альгеро, но, наткнувшись у Лоиеры на превосходящие испано-венецианские силы, 29 августа был полностью разгромлен. Пизани сцепил канатами большую часть кораблей, чтобы противник не смог прорваться сквозь атакующую линию . Была захвачена 31 галера, в абордажном бою генуэзцы потеряли 4,5 тысячи человек . Только 9 кораблей, включая флагман адмирала Антонио Гримальди, сумели вернуться в Геную.
В том же году венецианские галеры напали на генуэзские торговые корабли в Трапезунде и сожгли их, причём Трапезундская империя сохраняла нейтралитет в этом конфликте .

## Переговоры и союзы
Лишившись флота, Генуя оказалась в отчаянном положении. Венецианцы перекрыли морские пути, а проходы из Ломбардии блокировал архиепископ Милана Джованни Висконти. Оказавшись перед угрозой голода, генуэзцы решили подчиниться власти Милана при сохранении внутреннего самоуправления .
Венеция, уже готовившаяся торжествовать победу, внезапно оказалась перед угрозой войны ещё и на суше. От миланских её земли отделяли только владения вассального дома Каррара. Немедленно была собрана коалиция, чтобы противостоять Милану. Кроме Венеции в её состав вошли маркграф Монферрата и сеньоры Вероны, Падуи, Мантуи, Феррары и Фаэнцы. Возглавить антимиланский союз венецианцы предложили императору Карлу IV, получившему за это 100 тыс. дукатов .
До войны, впрочем, дело не дошло. Висконти путём дипломатии и подкупа расстроил союз, а в Венецию направил с мирными предложениями своего представителя. Этим посланником, был сам Франческо Петрарка. Его миссия была неудачной, не помогла даже дружба поэта с дожем Андреа Дандоло ,.

## Кампания 1354 года
В начале года Генуя послала в Адриатическое море эскадру, опустошившую острова Лесина и Курцола у далматинского побережья. Венецианцы отрядили эскадру для охраны Отрантского пролива, а Пизани с 14 тяжёлыми галерами отправился преследовать грабителей. Не догнав их, он пошёл к берегам Сардинии, где войска Педро Арагонского продолжали осаду Альгеро.
Дориа с эскадрой из 24 галер 29 июня 1354 появился перед Барселоной. Проведя военную демонстрацию, он направился к Альгеро, куда прибыл в середине июля. Атаковать арагонские корабли Бернардо Кабреры он не решился, и после серии бесплодных манёвров вновь ушёл к побережью Каталонии.
Затем эскадра Паганино Дориа (30 галер) проскользнула в Адриатику, где получила помощь венгров и дошла до северного побережья, захватила и сожгла Паренцо на берегу Истрии, всего в 100 километрах от Венеции.
Венецианцы спешно готовились к обороне, собрав ополчение, спешно снаряжая галеры и перегородив цепями входы в лагуну. Атаковать Венецию Дориа не собирался, а для продолжительной блокады у него не было сил, поэтому вскоре генуэзские корабли ушли из Адриатики на восток — к Хиосу. Пизани, вернувшийся с Сардинии, устремился за ними, но Хиоса достиг уже в октябре, к концу сезона навигации, и, так как Дориа, ожидавший подкрепления из Генуи, выходить на бой не собирался, венецианец увёл свои корабли на зимовку в Портолонго на острове Сапиенца (ныне Сапьендза), у берегов Мореи.

### Битва у Сапиенцы
Неясно, почему Пизани решил зимовать в таком неудобном месте, вместо того, чтобы укрыться в хорошо защищённом Модоне. Возможно, он хотел выманить генуэзцев с Хиоса, чтобы дать им сражение.
Дориа, между тем, не собирался зимовать на Хиосе, и, дождавшись подхода ещё дюжины галер, собирался возвращаться в Геную, когда получил сообщение о местонахождении противника. Пизани решил повторить приём, использованный на Сардинии, и с 20 соединёнными друг с другом галерами и 6 каракками охранял вход в гавань, где стояли остальные корабли под командованием Морозини. Генуэзский адмирал, имевший 35 кораблей, не решался атаковать венецианцев, но его племянник и заместитель Джованни Дориа 4 ноября рискнул с дюжиной галер прорваться в гавань, пройдя на полном ходу между берегом и крайним из стоявших на якоре венецианских кораблей. Дивизион Морозини был захвачен врасплох и не оказал сопротивления, полагая, что главные силы уже разбиты, а в это время основные силы генуэзцев атаковали Пизани с фронта. Покончив с Морозини, Джованни Дориа развернулся и ударил в тыл кораблям Пизани. Венецианцы отчаянно сражались, но были полностью разгромлены, потеряв 4 тыс. человек. Генуэзцы захватили три десятка галер и около 4,5 тыс. тысяч пленных, в их числе и самого Пизани. Венецианцы потеряли более 50 кораблей, из них около 35 галер.
Известие о катастрофе у Сапиенцы пришло в Венецию во время торжеств по случаю вступления в должность нового дожа — Марино Фальера. Тот решил воспользоваться бедственным положением республики, лишившейся большей части флота, и устроил заговор, намереваясь установить единоличную власть.

## Мир
Кроме значительных людских и материальных жертв, война подорвала заморскую торговлю. Конфликт с Венгрией грозил перерасти в новую войну, поэтому, когда братья-соправители Милана Бернабо, Галеаццо II и Маттео II Висконти предложили умеренные условия мира, венецианцы немедленно их приняли. 8 января 1355 было заключено перемирие, а 1 июня в Милане был подписан договор, по которому Венеция получала монополию на торговлю в Адриатике, а Генуя — на всем пространстве от Пизы до Марселя. Главный порт венецианцев на Азовском море — Тана — объявлялся закрытым на три года . Навигация обеих республик в Азовском море также ограничивалась на три года. В это время венецианцы вели там торговлю через греческих посредников. Греки продолжали плавать в Тану, несмотря на запрет, введённый ещё договором с Генуей от 1352 .

## Итоги
Война принесла обеим сторонам значительные убытки, и не решила конфликта, закончившись временным компромиссом. Генуэзцы были очень недовольны условиями мира, навязанными им Висконти, и вскоре сбросили их власть . Восстановив силы, соперники снова начали готовиться к борьбе. В 1372 во время празднеств по случаю коронации Пьера II де Лузиньяна из-за старшинства поссорились генуэзский подеста и венецианский байло. Генуэзцы воспользовались этим как поводом к войне и захватили Фамагусту, поставив остров под свой контроль. В 1376 началась борьба двух республик за остров Тенедос, которая вскоре привела их к кульминации противостояния — Кьоджанской войне.